# 霍恩阿尔特海姆
霍恩阿尔特海姆是德国巴伐利亚州的一个市镇。总面积17.79平方公里，总人口585人，其中男性295人，女性290人（2011年12月31日），人口密度33人/平方公里。